# 권법형사: 차이나타운
"권법형사: 차이나타운"은 2015년에 개봉한 대한민국의 영화이다.

## 캐스팅
- 서준영 : 고정혁 역
- 반소영 : 남지현 역
- 원진 : 관시패 역
- 오승윤 : 이조영 역
- 이시유 : 척란 역
- 서범식 : 향보 역
- 박건락 : 안내인 역
- 이설구 : 무채 역
- 곽진석 : 이상구 역
- 오상훈 : 김강태 역
- 정미남 : 이씨 역
- 박예빈 : 소영 역
- 박재훈 : 노숙자 1 역
- 허성태 : 노숙자 2 역
- 백동현 : 안내인부하 1 역
- 선호삼 : 안내인부하 2 역
- 윤성민 : 안내인부하 3 역
- 김원중 : 인신매매 1 역
- 문성복 : 인신매매 2 역
- 최춘범 : 인신매매 3 역
- 유승국 : 김 형사 역
- 서예은 : 여형사 역
- 정종우 : 형사 1 역
- 김형찬 : 형사 2 역
- 김형균 : 형사 3  역
- 신범식 : 일통 역
- 최성환 : 모텔 중국사내 역
- 최임경 : 소희 역
- 박영찬 : 경찰 역
- 윤일식 : 경찰서 팬티남 역
- 박대규 : 경찰서 용의자 역
- 이상진 : 경찰서 참고인 역
- 정연우 : 어린 고정혁 역
- 박지우 : 어린 남지현 역
- 김영빈 : 이상구 부하 역
- 서장석 : 손사장부하 역
- 정일원 : 골목길 중국사내 역
- 주창욱 : 폐차장 마약범 역
- 임전형 : 식당 손님 역
- 오민혁 : 식당 손님 역
- 최준호 : 남학생들 역
- 김윤찬 : 차이나타운 조직원들 역
- 김경룡 : 고수도 역 (특별출연)
- 송경철 : 차 반장 역 (특별출연)
- 나광훈 : 손 사장 역 (특별출연)